# Eduard Pinzón
Eduard Pinzón Colombia; 7 de septiembre de 1991) es un futbolista colombiano. Se desempeña en la posición de lateral derecho.